# Nathalie Hagman
Nathalie Mari Hagman (ur. 19 lipca 1991 w Sztokholmie) – szwedzka piłkarka ręczna grająca na pozycji prawej rozgrywającej oraz prawoskrzydłowej. Wicemistrzyni Europy (2010) oraz brązowa medalistka (2014). Obecnie występuje w rumuńskim klubie CSM Bukareszt.

## Sukcesy

### reprezentacyjne
- srebrna medalistka mistrzostwa Europy 2010
- brązowa medalistka mistrzostwa Europy 2014

### klubowe
- brązowa medalistka mistrzostw Danii 2015, 2016
- zdobywczyni pucharu EHF 2015
- zdobywczyni Pucharu EHF Winners' Cup 2016
- złota medalistka mistrzostw Danii 2017

## Nagrody indywidualne
- 2009 - Młody Gracz Sezonu Szwedzkiej Ligi (Elitserien)
- 2010 - królowa strzelczyń Mistrzostw Świata U-20
- 2011, 2012, 2014 - królowa strzelczyń Szwedzkiej Ligi (Elitserien)
- 2015 - królowa strzelczyń EHF Cup
- 2016 - najlepsza prawoskrzydłowa Igrzysk Olimpijskich
- 2016 - najlepsza prawoskrzydłowa Duńskiej Ligi
- 2016 - zawodnik sezonu Duńskiej Ligi
- 2016 - królowa strzelczyń EHF Cup Winners' Cup
- 2016 - Szwedzka Piłkarka Ręczna Roku
- 2017 - najlepsza prawoskrzydłowa Duńskiej Ligi
- 2017 - najlepsza prawoskrzydłowa Mistrzostw Świata 2017